# La noche del cobarde
La noche del cobarde es una telenovela chilena producida y emitida por Universidad Católica de Chile Televisión durante el primer semestre de 1983, basada en un guion original de Arturo Moya Grau y dirigida por Óscar Rodríguez Gingins. 

## Argumento
Dalia Venezzia (Yael Unger), una cantante de fama internacional vuelve a Chile después de muchos años con el fin de inaugurar un centro nocturno de primera línea, el "Dalia's Cabaret". Lo que el público no sabe es que ella además encierra un drama producto de la violación a la que fue sometida antes de partir rumbo al extranjero, y que por tanto esta inauguración implica una investigación de quien es el responsable del daño. Su historia se cruza con la de varios asistentes al local, entre ellas la de Guayo (Walter Kliche), quien es un hombre que debió huir de Chile tras ser perseguido hace dos décadas por un cuantioso contrabando. En su huida abandona a su novia quien tendría una hija (Claudia Di Girólamo) que el no conoce. 
De este modo a lo largo de la trama, los enredos de los distintos personajes, además de la búsqueda de Dalia, se irán desarrollando hasta llegar a un sorprendente final.

## Reparto

### Principales
- Yael Unger como Dalia Venezzia / Francia Bourgois / Angélica Cortés
- Walter Kliche como Polo ''Guayo''
- Sonia Viveros como Sol La Plaza
- Patricio Achurra como Raúl Villarrobles
- Claudia Di Girolamo como María Chaparro "María C"
- Cristián Campos como Diego Del Río
- Ana González como Renata Villarrobles
- Luis Alarcón como Alamiro Villarrobles
- Grimanesa Jiménez como Bárbara
- Jaime Vadell como Román Del Río
- Gloria Münchmeyer como Paloma
- Eduardo Barril como Darío Villarrobles
- Silvia Santelices como Estela
- Jorge Yáñez como Anacleto Chaparro ''El Rubio''
- Arturo Moya Grau como Casimiro La Plaza ''El Zorro''
- Sergio Urrutia como Nicasio
- Lucy Salgado como Mimi La Plaza
- Tennyson Ferrada como Lorenzo Portó
- Yoya Martínez como Fresia
- Soledad Pérez como Linda
- Soledad Alonso como Flavia Del Río
- Enrique Del Valle como José Luis Villarrobles
- Aníbal Reyna como Teófilo "Teo" Sílvian
- Teresa Berríos como Teresa

### Recurrentes e invitados
- Marés González como Dalia Venezzia
- Fernando Kliche como Aldo Bourgois
- Ramón Núñez Villarroel

## Curiosidades
- Pese a que la telenovela fue un éxito de sintonía (39 puntos de promedio), aquí se dio fin a la relación profesional entre Arturo Moya Grau y Óscar Rodríguez Gingins, debido a que el autor pretendía dejar un final abierto sin decir quien era el violador de Dalia, pero durante un viaje Rodríguez modificó el final, dejando como culpable a Alamiro.